# Foolad Mahan Sepahan
Il Foolad Mahan Sepahan Isfahan (in persiano فولاد ماهان سپاهان اصفهان‎) è un club polisportivo iraniano fondato a Esfahan nel 2007. Tra le ventidue discipline praticate ci sono badminton, boxe, scherma e calcio a 5.

## Calcio a 5
La sezione di calcio a 5 ha immediatamente dominato il proprio campionato vincendo le edizioni 2008-2009 e 2009-2010, quest'ultima infliggendo ben 11 punti alla seconda classificata. Nel marzo 2010 ha aggiunto al suo palmarès anche il primo AFC Futsal Club Championship battendo in finale i qatarioti dell'Al-Sadd per 5-2.

### Palmarès
- Campionato iraniano: 2
2008-2009, 2009-2010
- AFC Futsal Club Championship: 1
2010